# Pelmadulla Division
Pelmadulla Division är en division i Sri Lanka.   Den ligger i distriktet Ratnapura District och provinsen Sabaragamuwa, i den södra delen av landet, 80 km öster om huvudstaden Colombo. Antalet invånare är 89 411.